# Lord-lieutenant de Cavan
Le Lord Lieutenant de Cavan est le représentant du monarque britannique dans le comté de Cavan. L'office a été créé le 23 août 1831.

## Liste des Lord Lieutenants
- Thomas Taylour, 2e marquis de Headfort : 17 octobre 1831 – 6 décembre 1870
- John Young, 1er baron Lisgar : 3 avril 1871 – 6 octobre 1876
- Comte de Lanesborough, 6e comte de Lanesborough : 18 décembre 1876 – juillet 1900
- Somerset Maxwell, 10e baron Farnham : 18 juillet 1900 – 22 novembre 1900
- Colonel Edward James Saunderson : 21 décembre 1900 – 21 octobre 1906
- Thomas Lough : 15 mars 1907 – 11 janvier 1922